# Династія Рання Лі
Династія Рання Лі (в'єт. nhà Tiền Lý, кит.: 前李朝) — династія, яка правила у В'єтнамі у 544 —602 роках. Її засновник Лі Бі отримав титул «Південного імператора» (Лі Нам Де). Свою державу він назвав Вансуан (в'єт. Vạn Xuân, «десять тисяч весен»), а її столицею було місто Лонгб'єн, що на місці сучасного Ханоя.

## Історія
Протягом 2-6 століть в'єтнамські території контролювались китайськими державами. У 6 столітті Китай став ослабленим через міжусобні війни. В'єтнамська аристократія стає все більш незалежною від китайської влади, зберігаючи при цьому китайські політичні і культурні форми. Серія невдалих повстань лише збільшила в'єтнамську національну самосвідомість. У 543 році почалось повстання під проводом Лі Бі. Він походив з китайської аристократичної сім'ї. Його предки втекли у дельту річки Хонгха в 1 столітті у період політичної нестабільності в Китаї. Він проголосив відновлення давньої імперії Намв'єт, а себе імператором (взявши ім'я Лі Нам Де). Організував імператорський двір в Лонгб'єні. Імператор побудував безліч фортець у Вансуані для відбиття можливих атак з півночі і півдня. Він заснував перший державний університет для чиновників, провів ряд адміністративних реформ, а також пропагував грамотність серед населення. Реформи ґрунтувалися на китайському устрої держави.
В жовтні 544 року китайці вислали проти Вансуана величезну 120-тисячну армію під проводом імператора Чень Басяня. Лі Нам Де змушений втекти з чиновниками у Лаос. Лі захворів під час втечі, через що вирішив передати владу своєму братові Лі Тх'єн Бао і Ч'єу Куанг Фуку (тронне ім'я Ч'єу В'єт Вионг), які були співправителями з 548 по 571 рік. У 548 році, після виснажливої хвороби, Лі Нам Де помер в Лаосі. Ч'єу В'єт Вионг очолив повстанців і вигнав китайські війська з Вансуана в 550 році.
У 571 році двоюрідний брат імператора Лі Нам Де Лі Фат Ти (в'єт. Lý Phật Tử) захопив владу в державі. Він узяв собі тронне ім'я Лі Нам Де II та правив Вансуаном протягом наступних 32 років.
У 602 році до влади у Китаї прийшла династія Суй. Імператор Суй Вень-ді прагнув об'єднати всі китайські землі. Він направив велику армію до Вансуану, щоб відновити китайську владу над в'єтами. Лі Нам Де II розумів, що його країна не зможе змагатися з такою військовою потугою. Він вирішив відректися трону в обмін на мир і політичну стабільність в регіоні. Протягом наступних 300 років Китай домінував у В'єтнамі, доки у 939 році в'єтнамські правителі з династії Нго не повернули собі владу.